# Tempesta nella galassia
Operazione: Tempesta nella galassia (Operation: Galactic Storm) è un importante crossover a fumetti pubblicato dalla Marvel Comics tra marzo e maggio 1992. Storia in 19 parti, coinvolge tutte le testate collegate ai Vendicatori: Avengers, West Coast Avengers, Captain America, Iron Man, Mighty Thor, Quasar e Wonder Man.

## Trama
Nella cosmologia dell'Universo Marvel, due delle razze aliene più importanti sono i Kree e gli Shi'ar; questa saga vede i Vendicatori coinvolti in una guerra tra queste due civiltà.
PARTE 1
Tutto comincia con un sogno fatto da Rick Jones, compagno di Hulk e vendicatore onorario, in cui vede il pianeta Kree distrutto da un'enorme esplosione; tra le macerie, si aggira un Capitan America sconvolto dal numero di vittime.
Rick allora contatta il suo ex partner per raccontargli il tutto; Cap raggiunge Rick a Los Angeles ed entrambi vengono attaccati dal robot Shi'ar noto come Warstar. Cap sconfigge l'androide ma Rick viene rapito comunque dagli alieni.
PARTE 2
Per soccorrere Rick dal rapimento da parte degli Shi'ar, Capitan America decide di rivolgersi ai suoi amici Vendicatori della Costa Ovest; gli eroi riescono a salvare il ragazzo e scoprono che gli Shi'ar volevano Rick per scoprire dove si nascondevano le Nega-Bande possedute dal capitano Kree Mar-Vell, compagno deceduto di Jones.
I Vendicatori mandano allora Quasar all'inseguimento dell'astronave aliena, che tuttavia sparisce nell'iperspazio.
PARTE 3
Nel corso dell'inseguimento, Quasar viene contattato dalla base dei Vendicatori, i quali hanno rilevato una presenza sul pianeta che funge da tomba a Capitan Mar-Vell (il predecessore di Quasar), e hanno contattato Quasar in quanto quest'ultimo è l'unico vendicatore a potersi recare sul pianeta abbastanza in fretta. Nel frattempo, sulla Terra, i Vendicatori della Costa Ovest e Capitan America assegnano a Wonder Man il compito di proteggere Rick Jones da eventuali ulteriori attacchi da parte del popolo Kree e Shi'ar. Giunto sul pianeta di Mar-Vell, Quasar, insieme a Starfox, trova i Kree Capitan Atlas e Minerva intenti a violare la tomba di Mar-Vell. Durante una breve lotta con degli emissari dell'impero Shi'ar, Capitan Atlas approfitta della confusione per aprire la tomba e riappropriarsi delle Nega-Bande, con le quali tenta di attaccare Quasar. Sotto lo stupore di tutti, appena Atlas tenta il primo attacco con le Nega-Bande, egli si scambia di posto con Rick Jones, che si trova all'improvviso nello spazio aperto e rischia di morire.
PARTE 4
Capitan Atlas, intento a sferrare l'attacco a Quasar, si ritrova sulla Terra al cospetto di Wonder Man. Dopo un momento iniziale di smarrimento, Atlas ha la meglio su Wonder Man sfruttando ripetutamente lo scambio con Rick consentito dalle Nega-Bande, ma alla fine viene sconfitto. Quasar, Starfox e Rick, che hanno fatto prigioniera Minerva, raggiungono la base dei Vendicatori della Costa Ovest, riunendosi al resto del gruppo. Si decide quindi di riaccompagnare Rick al Pantheon, dove risiede insieme ad Hulk, e di dirigersi alla volta dello spazio.
PARTE 5
Venuti a conoscenza che i Kree e gli Shi'ar si stanno contendendo l'energia del nostro Sole da usare per alimentare un portale che permette loro il passaggio da una galassia all'altra, i Vendicatori si dividono in tre squadre per affrontare la situazione: una, composta da Capitan America, Iron Man, il Cavaliere Nero, Ercole, l'eterna Sersi, l'inumana Crystal e Occhio di Falco (che per l'occasione ritornò a riutilizzare l'identità e i poteri di Golia) doveva recarsi sul pianeta dei Kree, l'altra invece, formata da Photon, Thor (Eric Masterson), Wonder Man, Visione, Scarlet, Starfox e il Fulmine vivente, sarebbe andata nell'impero degli Shi'ar; la terza ed ultima squadra, i cui membri erano U.S. Agent, Falcon, Mimo, Tigra, She-Hulk, la Donna Ragno (Julia Carpenter), Wasp e Hank Pym sarebbero rimasti a terra per scongiurare un eventuale attacco da parte di una delle due parti.
PARTE 6
La squadra 1 si è diretta verso un'astronave dei Kree in apparente stato di abbandono. Mentre Iron Man si separa dagli altri per collegarsi al sistema informatico della nave spaziale, il resto della squadra viene attaccato apparentemente da un commando di Shi'ar. Presto gli Avengers si accorgono che questi avversari, appena colpiti, si disgregano a livello molecolare; intanto Iron Man viene attaccato da Shatterax, inviato direttamente dall'Intelligenza Suprema dei Kree. Questi ha presto la meglio e mette alle strette Iron Man, il quale è costretto ad accettare la resa, contrariando Capitan America che si riteneva il comandante del gruppo.
PARTE 7
Nel frattempo, la squadra 2 venne scambiata per dei combattenti dell'esercito Kree e attaccata dal potentissimo Gladiatore (un personaggio dagli immensi poteri, molto simili a quelli di Superman), intento a proteggere un avamposto di frontiera dell'impero Shi'ar. Gladiatore sconfigge facilmente Wonder Man e ingaggia una violenta lotta con Thor. Intanto Capitan Marvel e Fulmine Vivente, alla ricerca di eventuali superstiti in un caccia stellare Kree, trovano all'interno della navetta uno Skrull. La lotta tra Thor e Gladiatore continua e sembra che i due avversari abbiano un livello di forza simile, finché Thor non sfrutta i poteri del fulmine di Mjolnir per attirare il Fulmine Vivente e scagliarlo contro il suo avversario, avendo la meglio.
PARTE 8
La squadra 1 viene condotta su Hala, il pianeta dei Kree, e consegnata a Ronan l'accusatore. Grazie ad uno stratagemma di Sersi, che trasforma i compagni facendogli assumere le sembianze di altri accusatori, la squadra riesce a fuggire e mescolarsi tra la folla, dirigendosi al palazzo del governo. Iron Man e Golia si separano dal gruppo in volo e individuano il palazzo reale, mentre gli altri cercano di arrivare a destinazione a piedi senza destare sospetti. Intanto l'Intelligenza Suprema, ex guida del popolo Kree oggi deposta, raduna alcuni alleati come Ultimus, Shatterax e Korath il Cacciatore, e scaglia quest'ultimo a catturare i terrestri prima degli accusatori. Dopo aver sconfitto Sersi e Crystal, Korath viene sconfitto in battaglia da Cap, così la squadra 1 può continuare la sua missione.
PARTE 9
La squadra 3, rimasta sulla Terra nella base del Progetto Pegasus, fa la guardia ai prigionieri che sono stati miniaturizzati da Hank Pym. Con un attacco a sorpresa, le guerriere Shi'ar Notte e Scintilla mettono KO Mimo e US Agent e liberano Warstar e altre due guardie. Mentre gli altri Vendicatori accorrono per combattere gli Shi'ar, Att-las e Dr. Minerva scappano nel bosco, rubando un'astronave nemica e partendo per lo spazio. Tuttavia, presto Dr. Minerva rivela di essere Hobgoblin, il mutaforma della guardia imperiale Shi'ar, il cui scopo era impossessarsi delle Nega-Bande possedute da Atlas. Quest'ultimo rivela anche che, insieme alle Nega-Bande, sono in possesso anche dello Psicomagnetrone (rubato durante l'attacco avvenuto nella Parte 2) e del Proiettore Omnionda. Nel frattempo, la squadra 3 trova Minerva tra le macerie della battaglia, la quale svela loro la verità, mentre Quasar viene attaccato dalla nave Shi'ar dov'è prigioniero Atlas, e in particolare da Starbolt e Neutron della guardia imperiale.
PARTE 10
Quasar, con l'aiuto di Lei, sconfigge Starbolt e Neutron e attraversa il portale inseguendo l'incrociatore Shi'ar. Una volta raggiunto l'obiettivo e penetrato all'interno della nave spaziale, Quasar libera Atlas ma scopre di non poter recuperare le Nega-Bande perché sono state teletrasportate in un luogo sconosciuto. Nel frattempo, sul pianeta madre dell'impero Shi'ar Chandilar, la squadra 2, a seguito di minacce, ottiene di poter essere ricevuti dalla Majestrik Lilandra. Quasar viene intanto raggiunto da altri membri della guardia imperiale e spedito attraverso un portale stellare in una destinazione sconosciuta. 
PARTE 11
La squadra 2 dei Vendicatori, convocati da Lilandra sul pianeta in cui le Nega-Bande sono state assemblate in una bomba di antimateria, assiste inerme al lancio della bomba che viene traghettata dai Predoni Stellari in direzione della galassia Kree. 
Wonder Man e la Visione penetrano quindi nella nave dei Predoni Stellari e, dopo un breve scontro, spiegano loro la vera natura del carico che stanno trasportando verso il territorio dei Kree. Non volendo macchiarsi della morte di miliardi di vite, i Predoni Stellari decidono di abbandonare il loro carico nello spazio aperto, con i due Vendicatori ancora al suo interno.
PARTE 12
La squadra 1, ancora diretta al palazzo del governo di Hala, viene fermata dalla Forza Stellare, un gruppo di eroi Kree radunato dalla Suprema Intelligenza, vecchio governatore dei Kree ormai decaduto. Quando l'esito dello scontro sembra ormai pendere a favore della Forza Stellare, le due squadre sono interrotte dall'arrivo dei due governatori dell'impero Kree. Con lo stupore di tutti, i due governatori hanno a malapena il tempo di presentarsi e di condannare a morte i due gruppi quando appare Deathbird, sorella dell'imperatrice Lilandra, che li uccide brutalmente. Si manifesta quindi la Suprema Intelligenza, che si rivolge alla popolazione Kree annunciando il suo ritorno al potere, palesando pertanto lo scopo del suo piano cervellotico di cui tutti i contendenti, compresi i Vendicatori e Deathbird, sono state delle pedine ignare.
PARTE 13
Catturati i Vendicatori della squadra 1, l'Intelligenza Suprema convoca immediatamente Capitan America al proprio cospetto. Iron man e Golia riescono a far evadere gli altri compagni e a scappare in direzione della squadra 2 per avvertirli del prossimo attacco, ma il prezzo da pagare per la riuscita della fuga è stato lasciare solo sul pianeta dei Kree Capitan America. La decisione non fu unanime dato che alcuni dei Vendicatori, Clint Barton su tutti, non volevano abbandonare, seppur a malincuore, il loro leader e questo fu il primo degli attriti che si verificarono all'interno del gruppo. Nel frattempo, Deathbird scappa per fare ritorno al suo impero, rivelando che gli Shi'ar sono pronti a sganciare una bomba su Hala qualora tardasse troppo.
PARTE 14
Nello spazio aperto, una nave Skrull, il cui ruolo nella guerra è ancora sconosciuto, intercetta la Nega-Bomba alla deriva, con all'interno Wonder Man e Visione. Intanto, la Forza Stellare si teletrasporta nel palazzo imperiale degli Shi'ar con l'intento di giustiziare Lilandra. Messe da parte le reciproche antipatie personali, la Guardia Imperiale si batte al fianco degli Avengers della squadra 2, salvando Lilandra e sconfiggendo i nemici. Durante lo scontro, il Lord Ciambellano Araki scappa senza farsi vedere da Lilandra, apparentemente senza una ragione.
PARTE 15
Scopriamo che Capitan America era stato convocato dalla Suprema Intelligenza per poterlo assorbire.
A seguito di un'esplosione che causa il crollo della stanza, Cap si ritrova circondato dai sei nemici più letali che abbia mai dovuto affrontare: Re Cobra, Batroc, Spezzabandiera, Crossbones, Viper e Teschio Rosso. Dopo uno scontro dal quale il vendicatore esce vincitore, Cap realizza di essere stato vittima di un'allucinazione indotta dalla Suprema Intelligenza e riesce a liberarsi dal suo controllo. Intanto, la squadra 1 ha lasciato il pianeta Hala alla ricerca della squadra 2 e della Nega-Bomba.
PARTE 16
La squadra 2 è intenta a convincere Lilandra a non giustiziare la Forza Stellare, i cui membri sono stati fatti prigionieri, perché questo significherebbe scatenare la guerra tra i due imperi. Durante il negoziato, gli Avengers iniziano uno scontro con la Guardia Imperiale a causa dell'irruenza di Thor. La battaglia infuria e ci sono feriti in entrambe le fazioni, finché il Fulmine Vivente non colpisce il Lord Ciambellano Araki, che continua a suggerire a Lilandra di sterminare i Kree; come risultato, Araki sviene e si trasforma in uno Skrull, rivelando a tutti che questo popolo si è infiltrato per far combattere agli Shi'ar una guerra contro i propri acerrimi nemici. Lilandra libera quindi Ultimus e lo invia come testimone di quanto accaduto tra la sua gente. Nel frattempo, Visione e Wonder Man realizzano di essere trainati da una nave Skrull e di aver compiuto un balzo spaziale, probabilmente in direzione dell'impero Kree, ma per fortuna vengono avvistati da Quasar.
PARTE 17
Gli Skrull ordinano a Quasar di lasciarli proseguire, minacciando di essere disposti a fare esplodere la Nega-Bomba in prossimità del Sole, distruggendo la Terra. Quasar nota che la presenza della bomba in prossimità del Sole ne sta causando un aumento delle macchie solari ed è costretto a lasciar proseguire gli Skrull per salvare la Terra. Tuttavia il processo di degenerazione è iniziato e una macchia di antimateria sta consumando il Sole. Quasar si avvia all'interno del Sole per rimuovere l'antimateria, ma solo il potere di Binary (attualmente alleata degli Shi'ar) riesce a salvare la situazione, anche se l'eroina sviene per lo sforzo. Dopo aver portato Binary alla base dei Vendicatori per ricevere le giuste cure, Quasar si avvia verso il portale per intercettare la bomba.
PARTE 18
Visione e Wonder Man cercano di individuare e disinnescare la Nega-Bomba mentre vengono attaccati dalle truppe Skrull a bordo della nave. La squadra 2, avendo saputo da Quasar che la bomba è caduta lascia il regno Shi'ar e si trova nel territorio dell'impero Kree, parte per salvare i propri compagni. La squadra 1 intanto, che si trova nello spazio alla ricerca della squadra 2 e della bomba, intercetta la nave Skrull. Iron Man ed Ercole partono all'attacco mentre il resto della squadra punta a raggiungere la bomba. In quell'istante, lo scontro che Visione e Wonder Man portavano avanti dentro la nave avvia accidentalmente il detonatore e la Nega-Bomba esplode sotto gli occhi attoniti degli Avengers.
PARTE 19
Quasar, giunto in prossimità di Hala con un salto quantico, ha appena il tempo di generare un campo di forza prima di essere investito dall'onda d'urto. Appena si riprende dall'impatto, trova gli Avengers della squadra 1 alla deriva nello spazio, apparentemente deceduti. Viene quindi intercettato da Thor, con il quale trova anche i corpi di Visione e Wonder Man, e tutti insieme ritornano al Quinjet della squadra 2. In breve tutti i Vendicatori riprendono conoscenza, e si dirigono verso Hala per soccorrere Capitan America. Quest'ultimo viene trovato e fatto rinvenire da Deathbird, con la quale scopre che anche lo scoppio della Nega-Bomba faceva parte del piano perverso della Suprema Intelligenza del Kree, che aveva lo scopo di selezionare solo i migliori del suo popolo per poterlo salvare dal blocco evolutivo che l'avrebbe condannato a soccombere. Tutti i Vendicatori inorridirono davanti a tanta crudeltà, e alcuni, Iron Man su tutti, decisero di fare fuori la minaccia della Suprema Intelligenza per vendicare tutte quelle numerose morti e per evitare un futuro attacco alla Terra.
Capitan America e una minoranza di membri erano ovviamente contrari; per quanto crudele possa essere il tuo nemico, uccidere è moralmente sbagliato.
Essendo il leader, Cap cercò di far valere la sua autorità, ma questa venne volontariamente ignorata e i Vendicatori favorevoli uccisero la Suprema Intelligenza. Questa spaccatura segnò profondamente i Vendicatori, e tra le loro file improvvisamente ci fu il gelo, occorse parecchio tempo prima che le cose tornassero come prima; tuttavia il peggio sarebbe arrivato anni dopo (come narrato in Vendicatori divisi e Civil War).

## Albi coinvolti nel crossover
- Parte 1: Captain America n. 398 (marzo 1992)
- Parte 2: Avengers West Coast n. 80 (marzo 1992)
- Parte 3: Quasar n. 32 (marzo 1992)
- Parte 4: Wonder Man n. 7 (marzo 1992)
- Parte 5: Avengers n. 345 (marzo 1992)
- Parte 6: Iron Man n. 278 (marzo 1992)
- Parte 7: Thor n. 445 (marzo 1992)
- Parte 8: Captain America n. 399 (aprile 1992)
- Parte 9: Avengers West Coast n. 81 (aprile 1992)
- Parte 10: Quasar n. 33 (aprile 1992)
- Parte 11: Wonder Man n. 8 (aprile 1992)
- Parte 12: Avengers n. 346 (aprile 1992)
- Parte 13: Iron Man n. 279 (aprile 1992)
- Parte 14: Thor n. 446 (aprile 1992)
- Parte 15: Captain America n. 400 (maggio 1992)
- Parte 16: Avengers West Coast n. 82 (maggio 1992)
- Parte 17: Quasar n. 34 (maggio 1992)
- Parte 18: Wonder Man n. 9 (maggio 1992)
- Parte 19: Avengers n. 347 (maggio 1992)

### Tie-in
- Captain America n. 401 (giugno 1992)
- Quasar n. 35, 36 (giugno-luglio 1992)
- Avengers West Coast n. 83 (giugno 1992)[1]
- Silver Surfer (terza serie) n. 79 (aprile 1993)
- Avengers Forever n. 8 (luglio 1997)

### Pubblicazione italiana
La serie venne inizialmente pubblicata nel 1993, nel periodo in cui i diritti dei personaggi Marvel erano divisi da tre case editrici: Play Press, Comic Art e Star Comics. Le riviste coinvolte furono Il Mitico Thor (Play Press), Marvel Comics Presenta: Zona M (News Market/Play Press), Silver Surfer/Iron Man (Play Press) e All-American Comics (Comic Art). Quest'ultima, tuttavia, venne interrotta alla fine del 1993 a causa della creazione della Marvel Italia, e solo nel 1995 la saga venne raccolta nella sua interezza nei primi 5 volumi della collana Marvel Crossover.